# 贾加乡
贾加乡，是中华人民共和国青海省黄南藏族自治州尖扎县下辖的一个乡镇级行政单位。

## 行政区划
贾加乡下辖以下地区：
贾加村、安君村、南当村和羊勒村。